# 懷特山口與育空鐵路
懷特山口與育空鐵路（White Pass and Yukon Route，WP&Y, WP&YR，报告标记 WPY）是连接阿拉斯加史凯威港和育空地区首府白馬市的第三級窄轨铁路，軌距三英尺（914毫米）。本路是孤立的系统，並未與其他鐵路相連。设备、货物和乘客乃經由史凯威港的船運，或沿途幾個與公路相連的車站而來往。
铁路于 1898 年克朗代克淘金热期間開始建設以通往金礦。 1900 年建成後成為通往育空地區內陸的主要路線，取代了奇爾庫特山徑和其他路線。本路商業營運於1982年停止，後於 1988 年以觀光鐵路的形式部分復駛，並於2018年7月被嘉年华公司收购。
多年來，這條鐵路是Tri White Corporation 的子公司（該公司也是Clublink的母公司），由太平洋和北極鐵路和導航公司（ Pacific and Arctic Railway and Navigation Company，位於阿拉斯加）、不列顛哥倫比亞育空鐵路公司（ British Columbia Yukon Railway Company，位於不列颠哥伦比亚）和不列顛育空鐵路公司（British Yukon Railway Company，原名不列顛育空礦業、貿易和運輸公司，位於育空地區）等公司營運，對外則稱懷特山口與育空鐵路（White Pass and Yukon Route）。後來本路由Clublink 出售給一家由 Survey Point Holdings 控制的合資企業，而嘉年華公司有少数股权。  
该铁路于 1994 年被加拿大土木工程协会和美国土木工程师协会指定为國際歷史性建設。

## 历史

### 建造

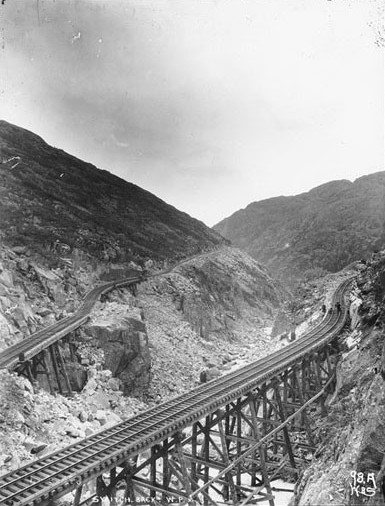
折返線

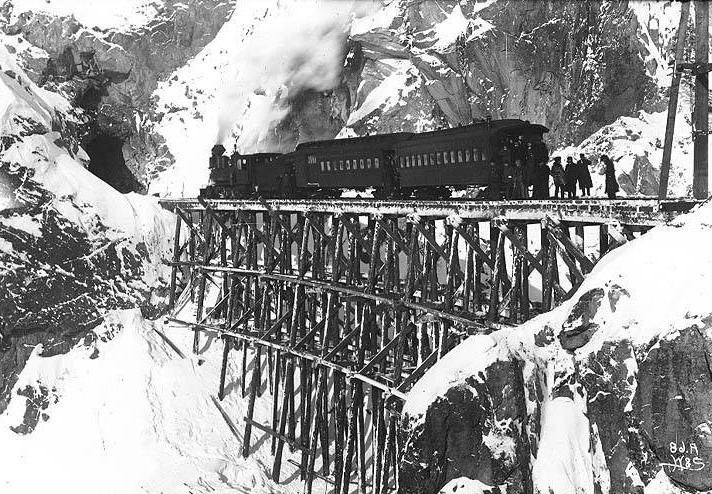
开往怀特山口的第一班火车，1899 年

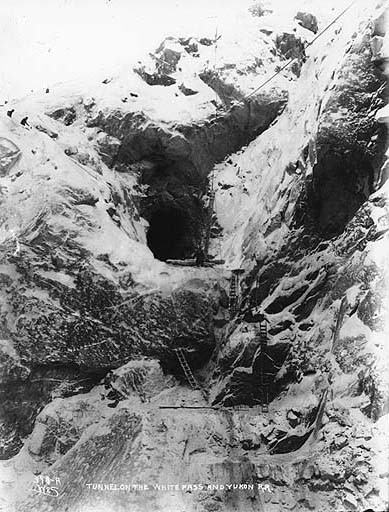
建造隧道，1899 年

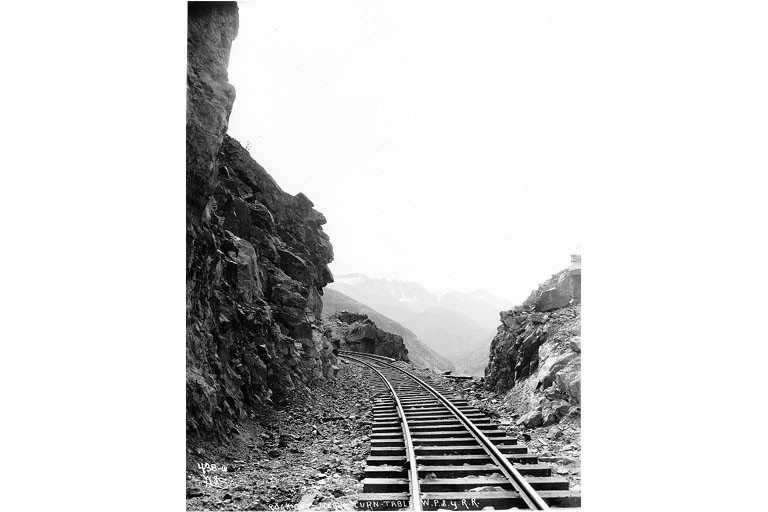
怀特山口附近鑿開岩石的路線，大約攝於1899年

在 1897 年的克朗代克淘金热 ，採礦者前往道森市金礦最常從阿拉斯加史凱威或戴亞的港口上岸，翻山越嶺到達美加邊境的奇爾庫特山口或懷特山口，路程艱辛。抵達山口，如無攜帶足夠的冬季裝備（一般來說是重達一噸的補給品），加拿大當局便不准採礦者通過。為了運輸這些補給品，採礦者需要往返多次，因此亟需更好的交通工具取代在懷特山口上的馱馬與奇爾庫特山口上的人力，由此催生了許多鐵路計畫；1897 年，加拿大政府收到了32 個育空地區鐵路建設計畫，但大部分都沒有實現。
1897 年，三個公司合作建造一條從史凱威到育空地區塞爾柯克堡，長達325英里（523公里）的鐵路，資金主要來自於Close Brothers商業銀行組織的英國投資者，工程很快開始。承包商Michael James Heney 決定採用3 英尺（914毫米）軌距，由於路線須炸開岩石，採用窄軌大大地減少了所需的費用，不過為了興建到懷特山口的路線，還是使用了 450 噸炸药。採用窄軌也可以使路線採取較小的曲線半徑，如此路線便較容易隨地形蜿蜒，而不用鑿穿岩石。
施工於 1898 年 5 月開始，但遭受到史凱威市政府和鎮上的黑幫頭目索比·史密斯 (Soapy Smith) 的阻礙。公司的主席塞繆爾·格雷夫斯（Samuel Graves） (1852–1911)組織了保鑣，在1898 年7 月8 日晚上，索比·史密斯(Soapy Smith) 在一場保鑣會議上，在朱諾碼頭的槍戰中被殺。塞繆爾·格雷夫斯目睹了槍擊事件。鐵路幫助封鎖了幫眾的逃生路線，使他們被捕，在史凱威市就沒什麼困難了。
1898 年 7 月 21 日，一列特別列車將乘客載運到距離史凱威4英里（6.4公里）之處；這是在阿拉斯加營運的第一列火車。 1898 年 7 月 30 日，這三個公司的特許權被在倫敦成立的新公司懷特山口和育空鐵路有限公司收購。到 1899 年 2 月中旬，工程已經抵達距離史凱威20英里（32公里）的懷特山口最高點，標高2885英尺（879.3公尺）。鐵路於 1899 年 7 月 6 日抵達不列顛哥倫比亞省的貝內特。 1899 年夏天，從卡克羅斯向北開工，目標是位於史凱威以北110英里（177公里）的白馬市。次年，從貝內特沿著困難的湖岸路線施工的人員到達卡克羅斯，最後一根道釘於 1900 年 7 月 29 日釘下，本路於 1900 年 8 月 1 日開始營運。不過淘金熱這時已經平息。
當時所用的金道釘其實是普通的鐵製道釘。雖然的確有一根金製道釘，但金子太軟了，金道釘並未釘入軌道，只是被錘得變形了。

### 早年

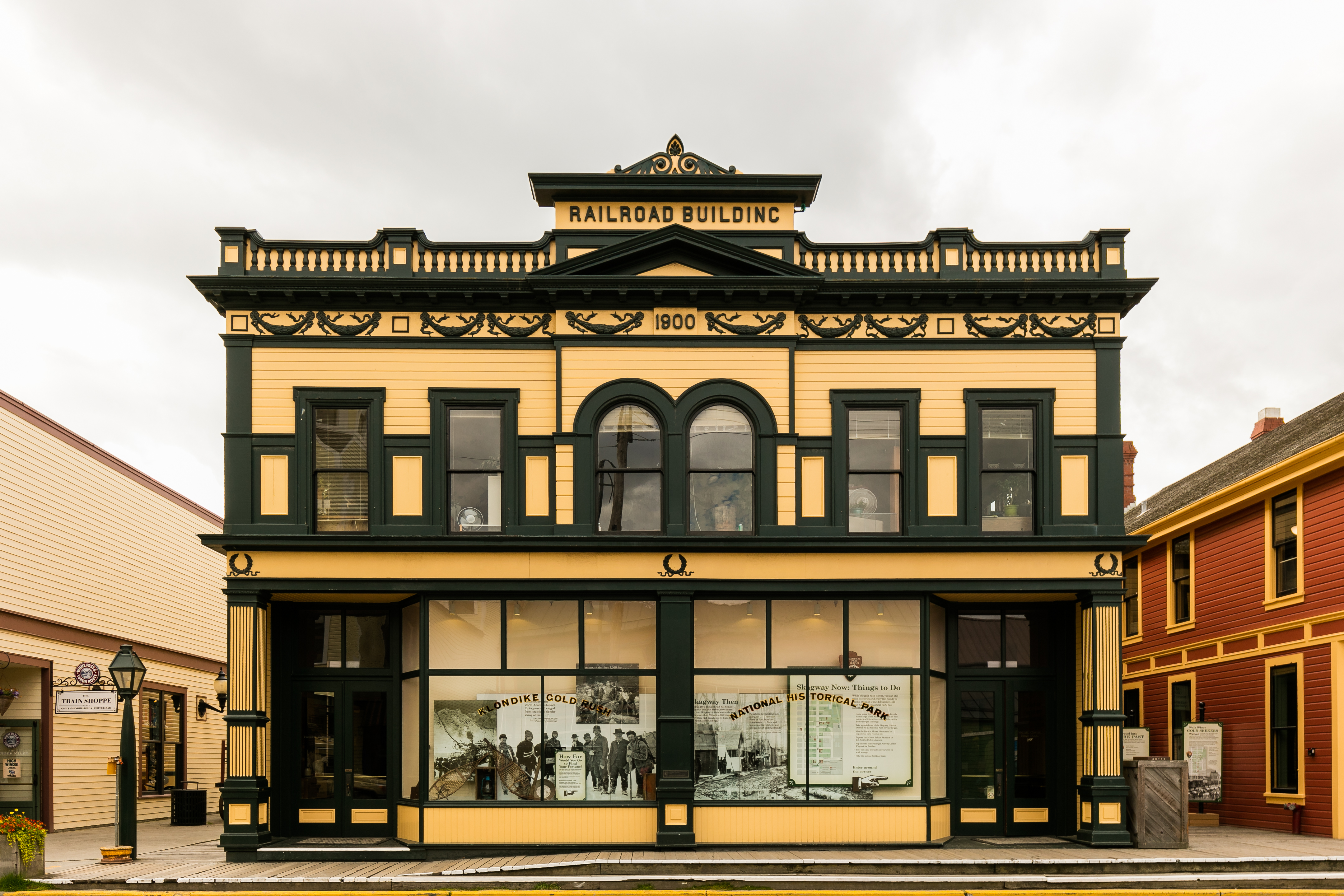
懷特山口與育空鐵路大樓，現在是克隆代克淘金熱國家歷史公園的所在地與博物館

淘金热结束了，正規的礦業開始進入，主要是铜、银和鉛，黃金的比例不大。礦業所能使用的最近的港口是史凱威，唯一的路線是懷特山口和育空鐵路公司的河船和鐵路。
雖然礦石和精礦是主要的運輸目標，但鐵路也有客運和其他貨物，它是進入育空地區最容易的方法，而海運則是進出史凱威的唯一方法。
雖然已經準備好了將鐵路從懷特霍斯延伸到卡馬克的資金和路線，但河運服務出現混亂，導致瓶頸。公司用這筆資金將大部分的河船購入，在白馬市和道森市之間提供了穩定可靠的運輸。
本路在 1900 年之後進行了一些小規模擴建。 1901年在不列顛哥倫比亞省塔庫市興建了長2.5英里（4公里）的塔庫輕便鐵路（Taku Tram），一直營運到1951年之前操作。它負責接駁塔吉什湖上航行的圖西號（ SS Tutshi）和横越阿特林湖至不列颠哥伦比亚省阿特林的塔拉尼號（ MV Tarahne ）之間的客貨運輸。圖西號在 1990 年左右毀於一場可疑的火災，但塔拉尼號在復舊後用於舉辦特別宴會，例如謀殺解謎晚宴。為圖西號的修復而建造的救生艇被捐給了塔拉尼號） 。輕便鐵路的車輛無法掉頭，向西行駛時必須倒車行駛。使用的機車（公爵夫人號，Duchess），現在在卡克羅斯。
1910 年，本路 運營了一條通往白馬市附近礦區普韋布洛的支線。這條支線於1918年廢棄；今天有一條運輸道路沿著這條路線走，但大部分都被設置了路障； 1980 年代Whitehorse Star 的一篇社論指出，如果阿拉斯加高速公路需要繞行改道，這條路線將是理想的路線。
到1914 年6 月，本路共擁有11 輛機車、15 輛客車和233 輛貨車，路線長110英里（180公里），營收為68,368 美元的客運收入和257,981 美元的貨運收入；由於營運支出僅為100,347 美元，因此仍然有利可圖。 育空地区的其他铁路（例如道森市的克朗代克矿業铁路）在 1914 年都已废弃，但本路仍然继续營運。
在大萧条期间，列車稀少，有一段時間甚至減到每周一班。

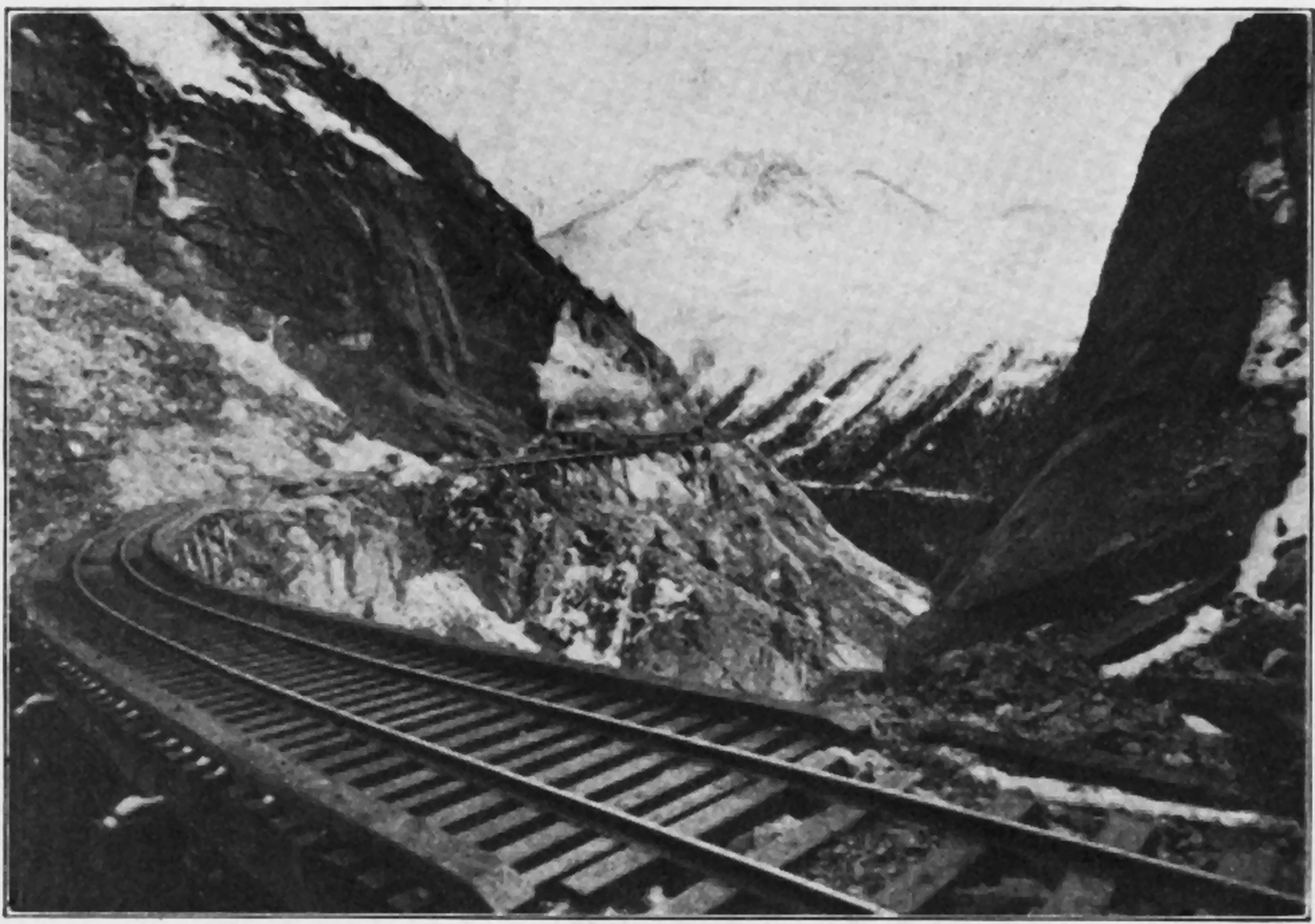
从隧道向南看

阿拉斯加在二战期间对美国具有重要的战略意义，大家擔心日本會入侵這個距離日本最近的美國領土。珍珠港事件发生后，美国和加拿大政府决定将阿拉斯加公路改善为全天候路線以确保交通。施工的主要 分段點之一是白馬市，該市可由本路提供運輸。
當時懷特山口與育空鐵路已經成為克朗代克淘金熱所留下的虧本遺跡，機車與車輛老舊殘破。儘管如此，本路在 1942 年前 9 個月的運輸量為 67,496 噸，是戰前年度運輸量的兩倍多。但這樣還是被認為不夠，因此美國政府從1942年10月1日早晨12:01起租用了這條鐵路，由美国陆军控制，鐵道運輸兵第 770 鐵道運輸营与懷特山口與育空鐵路的民間人員一起處理鐵路營運。
加拿大法律禁止外国政府机构在加拿大及其领土内开展活动，但此时日本军队已经占领了阿留申群岛的一些岛屿，美加兩國迅速达成了妥协，以“使非法行动合法化”。
鐵道運輸兵在美國搜尋可用的窄軌機車和機車車輛，在史凱威很快地出現了一批五花八門的車輛。最大的一批是 1942 年 8 月租借前購買的7 部 D&RGW K-28 型2-8-2 軸配置機車。來自Silverton Northern和Colorado & Southern 的2-8-0 軸配置機車機齡均超過40 年，還有兩部ET&WNC 的4-6-0 軸配置機車，以及１１輛新的戰爭部S118型2-8 -2軸配置機車。懷特山口與育空鐵路原有的 10 輛機車和 83 輛車輛，很快就被陸軍帶來的的 26 輛機車和 258 輛車輛給遮蓋了。
本路的運輸量隨即大為增加。在1942 年的最後三個月運量為25,756 噸， 1943 年運量為281,962 噸，相當於典型的戰前運輸量十年的總和，而且這還是在自1910 年以來最惡劣的冬季天氣之下達成的；1943 年2 月5 日至15 日之間和1944 年1 月27 日至2 月14 日期間，暴風雪與華氏零下30度的低溫將鐵路封鎖。
運輸最高峰發生在 1943 年 8 月 4 日，當天南北雙向共開行了 38 列火車，運輸量 3346 總噸/2085 淨噸，機關車里程數在24 小時內為 2236 英里。
鐵路的控制權於 1944 年底交還民用。 

### 1946–1982

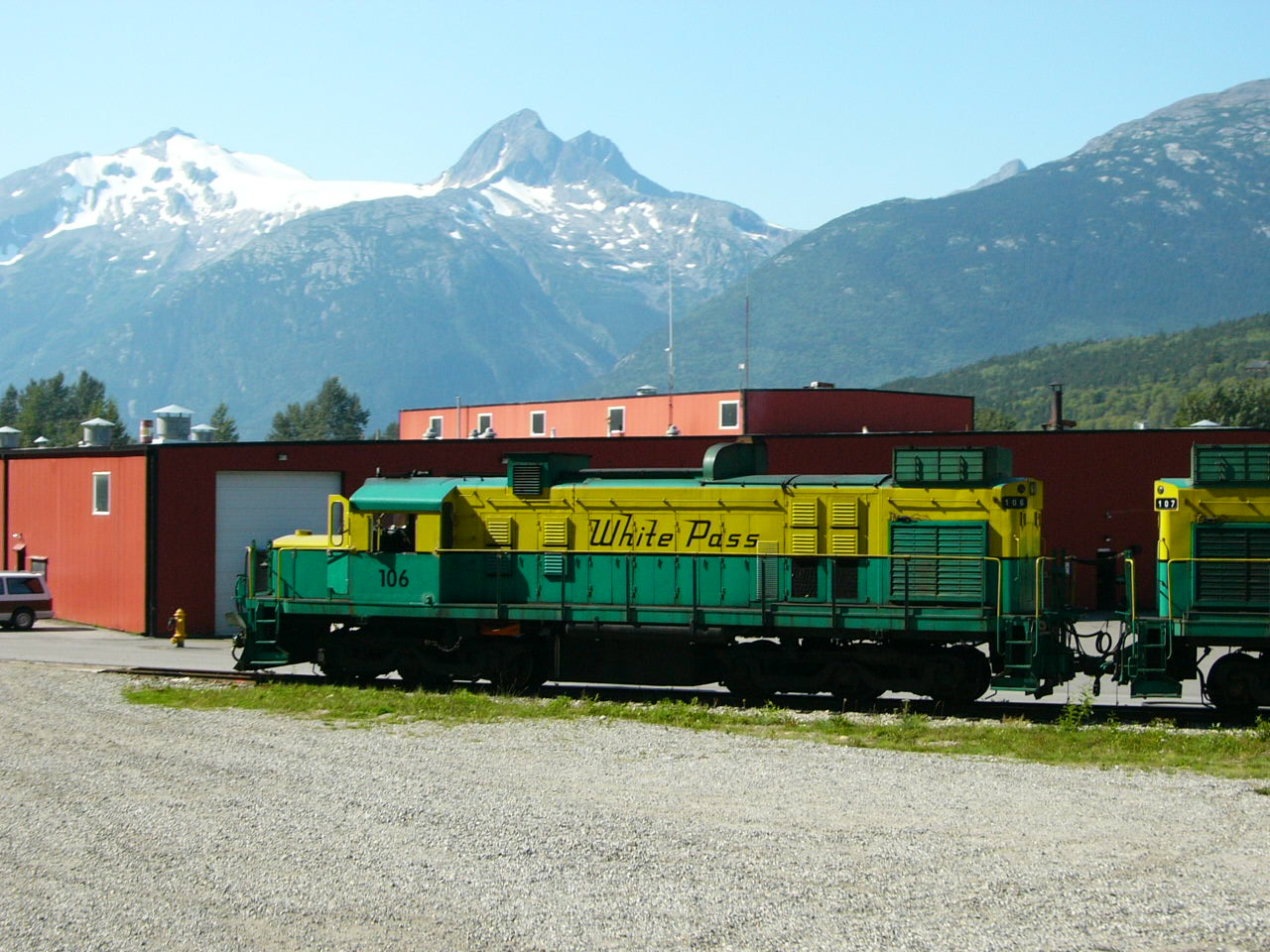
阿拉斯加史凯威展示了一部现今的懷特山口與育空鐵路柴油機車

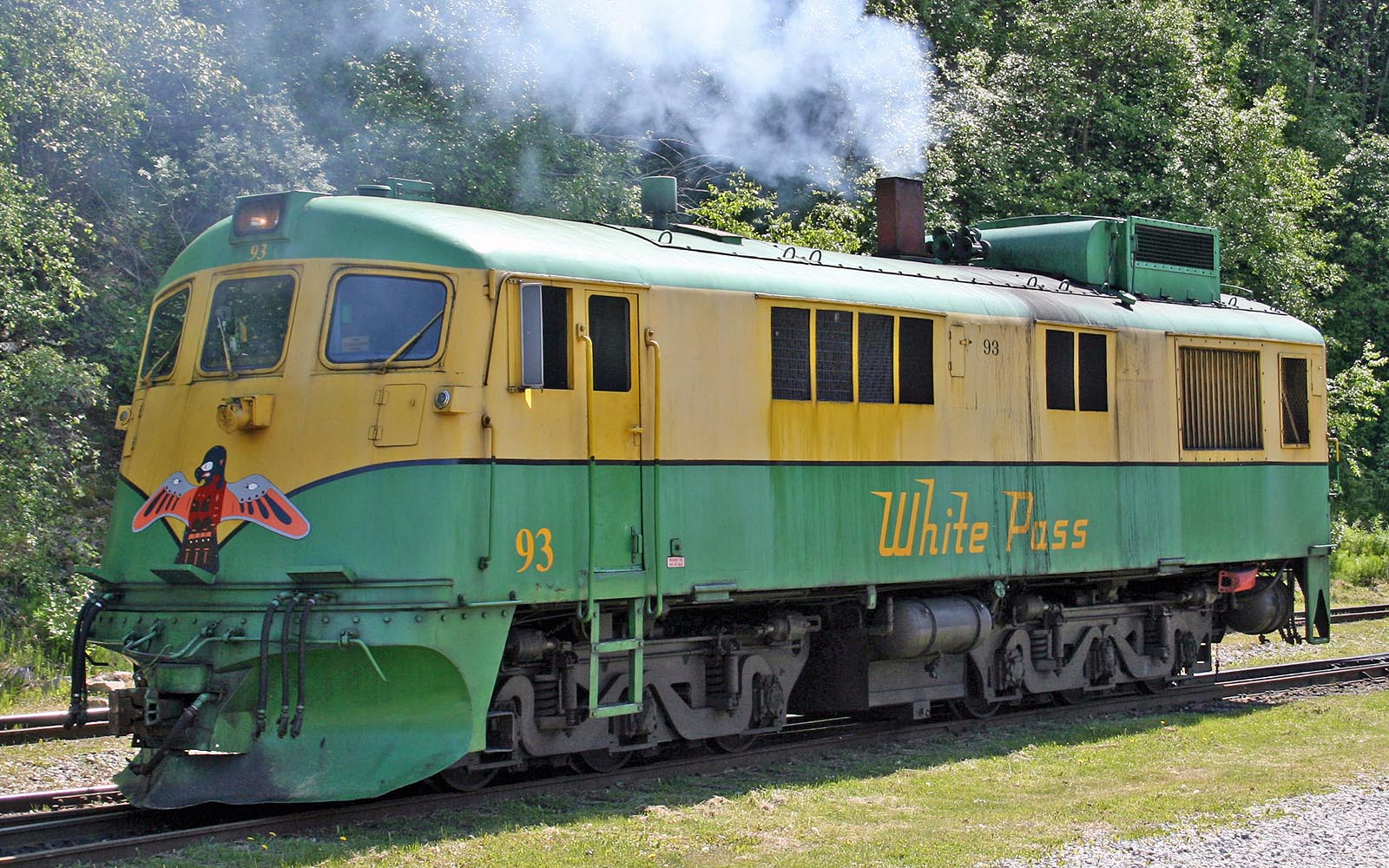
懷特山口與育空鐵路 93 號機車

1947 年 5 月，铁路购买了最后的蒸汽机车。是兩輛由宾夕法尼亚州费城鲍德温机车厂制造的 2-8-2 Mikado 型蒸汽機車，編為72與73號機車。
1951 年成立一家新的控股公司（White Pass and Yukon Corporation Ltd.）從正在清算的White Pass and Yukon Company, Ltd. 手中收購了包括懷特山口與育空鐵路在內的三個鐵路公司；鐵路進行了財政重組。雖然北美的大多數其他窄軌鐵路在這段期間停業了，但本路繼續營業，並在1959年發放立一筆股利（每股 10 美分）。 
本路動力在 1950 年代中后期开始柴油化，是北美少数的窄轨铁路之一，購入了通用电气製的柴油機車，後來又從美国机车公司(ALCO) 和蒙特婁机车厂购买了調車用機車。 1964 年 6 月 30 日，本路最後一部蒸汽機車退役。
本路也是鐵路貨櫃運輸的先驅之一，擁有一輛早期的貨櫃船（ Clifford J. Rogers ，建于 1955 年），并于 1956 年引入了貨櫃，但是本路使用的貨櫃要比 1956 年在美国使用的貨櫃小得多，也不容易轉運於其他鐵路或航運。
隨著法羅铅锌礦於1969年開業，鐵路從ALCO購入了七輛1200匹馬力的機車，以及新的貨車、礦車，還有一部新的高架吊車以在白馬市進行卡車轉運，還在史凱威興建新的礦石碼頭，並改善了路線。 1969 年秋天，新建了一條繞過死馬峽谷的新隧道和橋樑以取代承重量較小的舊橋。這筆巨額投資使該公司營收高度依賴礦石運輸，一旦礦石運輸業務發生損失，公司就很危險。
觀光郵輪開始造訪阿拉斯加，本路的客運量也開始增加。直到 1978 年才有從史凱威到白馬市的公路；公路建成後，本路仍然靠礦山的礦石運輸得以維持營運。
在這段時間，本路機車以藍底黑白圖案取代原有的黃綠相間並於車首有雷鳥圖案的塗裝。綠黃塗裝與雷鳥在 1990 年代初期恢復。截至2005年仍有一部機車採用藍色的配色方案。蒸汽機車則仍為黑色塗裝。
1982 年，金屬價格暴跌，對於本路的礦業客戶造成重大影響，許多礦場，包括法羅鉛鋅礦，都關閉了，而懷特山口與育空鐵路的商業營運前景黯淡。帶著對礦業重啟的期望，本路負擔著嚴重虧損達數月之久，僅有客運列車行駛。最後仍於 1982 年 10 月 7 日關閉。 
一些 ALCO 柴油机車卖给了哥伦比亚的一家铁路公司， ALCO 的加拿大製造许可持有者 蒙特利尔机车厂所制造和庫存的三辆新的 ALCO 柴油機车賣到加利福尼亚普拉斯特城的美國石膏公司。這些現代窄軌柴油機車中只有一輛，也就是為北美客戶製造的最後一輛窄軌柴油機車，交付給本路。賣給哥倫比亞的五台柴油機車因為太重而未能行駛，在 1999 年又重新購回——其中一台差點就在風暴中鬆脫掉進海裡。
这条铁路是 1983 年BBC 电视“伟大的小铁路”第一集的主角。

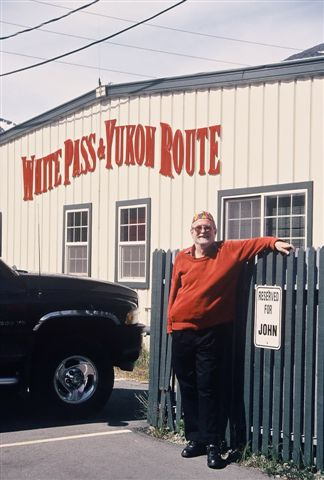
怀特山口和育空鐵路。 2004年

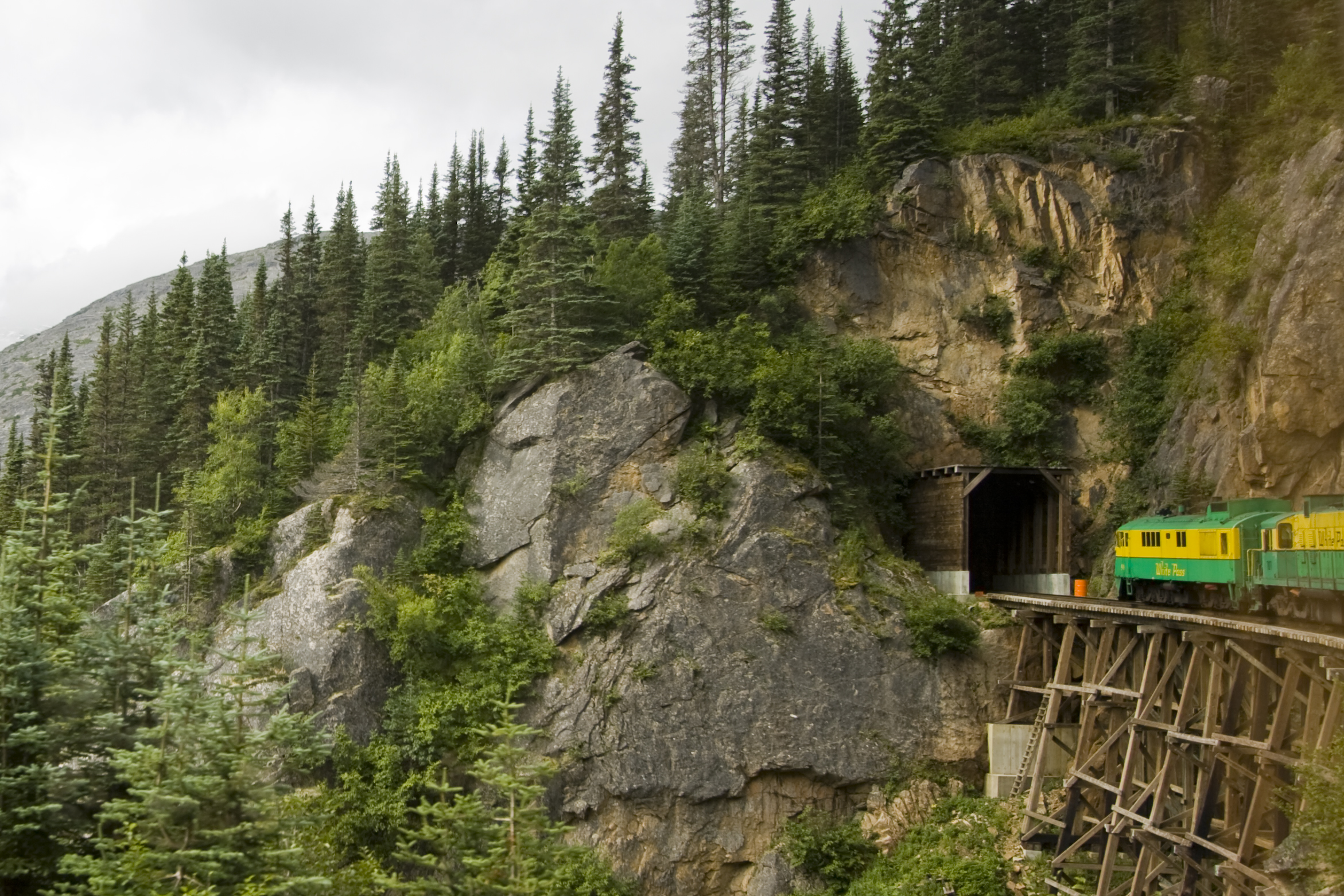
进入隧道的火车

### 觀光鐵路復駛
然而本路並沒有休息多久。阿拉斯加的旅遊業開始興盛，许多游轮停靠在史凯威。本路的風景有潛力成為旅遊景點，而且路線直接鋪設到碼頭，對於貨運與郵輪旅客相當方便。郵輪方面也了解小型登山鐵路對遊客的吸引力，開始推動本路作為觀光鐵路復駛。
本路與代表阿拉斯加方面員工的工會達成協議後，於 1988 年在史凱威和懷特山口之間復駛，純粹用於觀光客運。本路也參與競標運輸重新開張的法羅礦場運輸業務，但是運費遠高於克隆代克公路的運輸。
鐵路仍然使用老式客車廂，其中最古老的四節車廂建於 1881 年，比本路還老 17 年，而 2007 年建造的四節新車廂採用相同的 19 世紀設計。至少三輛車有輪椅升降機。一列工程列車於 1988 年 9 月 22 日抵白馬市，將停放六年的兩台機車拖到史凱威進行大修並用於旅遊列車。在白馬市大約一星期後，它把停放的车辆——平车、罐車和一辆守车——拖出市區的側線，第二年，它們被拖到更南的地方，許多最終賣掉了。白馬市中心的大部分鐵軌現已被拆除，鐵路的終點站現在位於第一大道和主街的舊火車站以南六個街區。沿著岸邊的一條新軌道曾經行駛白馬市水濱火車，是一條由當地歷史協會經營的旅遊路線。
在海关和加拿大工會的管轄權問題得到解決後，懷特山口與育空鐵路的主線於 1989 年重新開放至弗雷澤，並於 1992 年重新開放至貝內特。一班火車於 1997 年駛抵卡克羅斯，以參加淘金熱的百年慶典。 1997 年 10 月 10 日，從卡克羅斯到白馬市行駛了一班僅供受邀者搭乘的特別列車，而假如有市場需求的話，有計畫將全線復駛至白馬市。迄今本路於加拿大交通局僅準許行駛至卡克羅斯。 2006 年 7 月 29 日行駛了卡克羅斯的列車，並宣布將於 2007 年 5 月開始提供客運服務，每週 6 趟火車，並提供巴士回程服務。史凱威和白馬市之間的距離是107英里（172公里），史凱威到卡克羅斯距離為67.5英里（109公里），也就是說大約 63% 的原始線路現在再次使用。即使排除線路未使用部分的長度，懷特山口與育空鐵路也比其他著名的北美窄軌鐵路更長（例如長103公里的Cumbres & Toltec Scenic Railroad與72公里的杜兰戈和西尔弗顿窄轨铁路）。
加拿大國家鐵路的纽芬兰業務在 1988 年 11 月停止，本路收購了一些車輛，包括 8 辆侧轴式、侧倾式大型岩石自卸车和 8 辆載運道碴的斗車，仍然保持加拿大國家鐵路的橙色塗裝，但從纽芬兰的1067毫米軌距转向架改裝了軌距為914毫米的轉向架。
多数列车使用下綠上黃塗裝的柴油机车牵引，但73號蒸汽机车（軸配置2-8-2的御門式機車）仍在運行中，另一輛40號蒸汽机车（軸配置2-8-0）原訂租借給科罗拉多州的 Georgetown Loop RR五年，但两年后就归还了。原懷特山口與育空鐵路2-8-0 型69號機車於2001 年重購回，經整修後于 2008 復駛。
原有的蒸汽动力旋转式除雪車是本路商業運轉時的必備之物，每年也會出動幾次。除雪車在 1964 年與推动它们的蒸汽机車一起退役，路線除雪改由履带式鏟雪機處理。 ) 雖然夏天的觀光季並不需要鏟雪，但是旋轉式除雪車的運作頗具吸引力，而本路在冬季也會為鐵道迷运行一两次蒸汽動力旋轉式除雪車，由两布柴油机车推动（在 2000 年則由73與40號兩部蒸汽机车推动）。
2000 年 7 月 29 日，在卡克罗斯重演了“金道钉”百年纪念活动，73號與40號两部蒸汽機車端對端相會，並由當年的包商Michael James Heney的后代錘入了鍍金的道釘。
2005 年 6 月 24 日星期五，有一個組織包下一列從卡克羅斯到弗雷澤的蒸汽列車，並在班尼特中途停留。由於到場的乘客可能不如預期，多餘的座位以 120 美元或 156 加元的價格公開發售，然後以巴士從弗雷澤返回卡克羅斯。這是自 1982 年以來首次從卡克羅斯出發的付費乘客旅行，並由 2007 年開始成為定期服務。
公司的總裁 Gary Danielsen 向 CBC 電台表示，恢復通往白馬市的服務需要大量資金以修復路線，但如果有客運或貨運需求而有成本效益的話，公司將會進行。
2006 年 6 月有一份計畫報告，將阿拉斯加與其它的大陸鐵路網絡連接起來，建議將卡馬克（Carmacks）作為樞紐站，以支線通往白馬市再到阿拉斯加的史凱威等處。
除了用於路線的復舊行駛以外，有幾部原屬本路的機車行駛於美國東南部的旅遊景點。 70、71 和 192 號機車在田納西州多莉山遊樂區。190號機車在北卡罗来纳州布恩的 Tweetsie 铁路。
2010 年6 月下旬，本路和史凱威市達成協議，共同努力恢復鐵路貨運服務，包括恢復卡克羅斯以北到白馬市的路線，以及研究建造新鐵路以從白馬市向北行駛到卡馬克的可能性。擴建將需要聯邦資金，如果完成，將為該地區的礦業服務。 
2018 年 7 月，本路被 Klondike Holdings 和嘉年華公司收購。

## 事故
1951年70號機車的雪鏟卡住了導軌而後側翻。本車目前在田纳西州皮格福奇的多莱坞營運中。
1994 年，在岩石清除作业中，一名山貓操作员不小心撞破了鐵路附近的輸油管，漏出了3800至18900公升的取暖用油进入史凯威河。鐵路督導 Edward Hanousek Jr. 和總裁 M. Paul Taylor Jr. 因此事故遭到控訴。 
2006 年 9 月 3 日发生严重脱轨事故，导致一名工人死亡。  114號機車牽引由8輛石渣車組成的工程列車，在貝內特以南約4.8公里處出軌，列車上四名乘員（两名加拿大人和两名美国人）皆受傷，其中一位当场死亡，其他人由空運後送至医院。本路段的營運季恰在事故發生前結束。 2007 年 2 月，114 号機車被送往华盛顿州塔科马的海岸发动机和设备公司 (CEECO) 维修。
2014 年 7 月 23 日，两辆舊型柴油机车和四辆客车脱轨。事故是由於轉轍器連桿斷裂所致。两辆机车都出轨了，铁轨也断了。最初报導有 9 人受轻伤，在史凯威接受治療後離院。后来的報導指出有 19 名乘客和 4 名铁路员工受伤。由于事故，鐵路曾暫停營運， 但後來已恢復營運。

## 戰爭部布里克林 2-8-2 机车
長久以來一直有傳言提到了怀特山口和育空鐵路在第二次世界大战期间建造阿尔坎公路的角色，主要是美国陆军鐵道兵于 1943 年带到本路的 11 辆新型 USATC S118 级机车。傳言之一是這些機車是在史凱威的懷特山口與育空鐵路機廠，從1000毫米軌距改造成914毫米軌距。傳言之二是這些機車本來是要運往伊朗的，後來轉送來本路使用。 
这些机车编号为 USA 190 至 USA 200，由鲍尔温机车厂建造，本來的軌距就是914毫米，全車組裝完成後運到史凱威，並不需要修改軌距。本型車（麦克阿瑟）是由美国机车公司为1067毫米以下的軌距鐵路所設計，藉著在車輪與轉向架或車架的側架之間加裝墊片，而能適應多種軌距，車軸軸距不變。914毫米軌距的機車使用的墊片寬為76.2毫米，1000毫米軌距下墊片則為33.5毫米。美国机车公司、鲍尔温机车厂與其它廠家共生產了將近800輛本型機車。
編號 USA 190至 USA 200號機車從未运往伊朗，因為伊朗的國家铁路一直都是1435毫米軌距。此外，由于路線缺乏水源與大量隧道，伊朗是陆军大量使用内燃机车的最初地點。 USATC 窄轨机车从未运往伊朗。
鲍尔温机车厂為本路制造的第一批麥克阿瑟型機車是 USA 190至USA 200號。 1942 年時向鲍尔温机车厂下的第一批60輛麦克阿瑟型機車訂單是為了印度的1000毫米軌距鐵路，但前11輛調整成914毫米軌距送到懷特山口與育空鐵路，接下来的 15 輛則為1000毫米軌距，运往印度，接著20輛為1067毫米軌距，運往昆士蘭鐵路。剩下的14輛採用印度的1000毫米轨距。   

## 圖輯

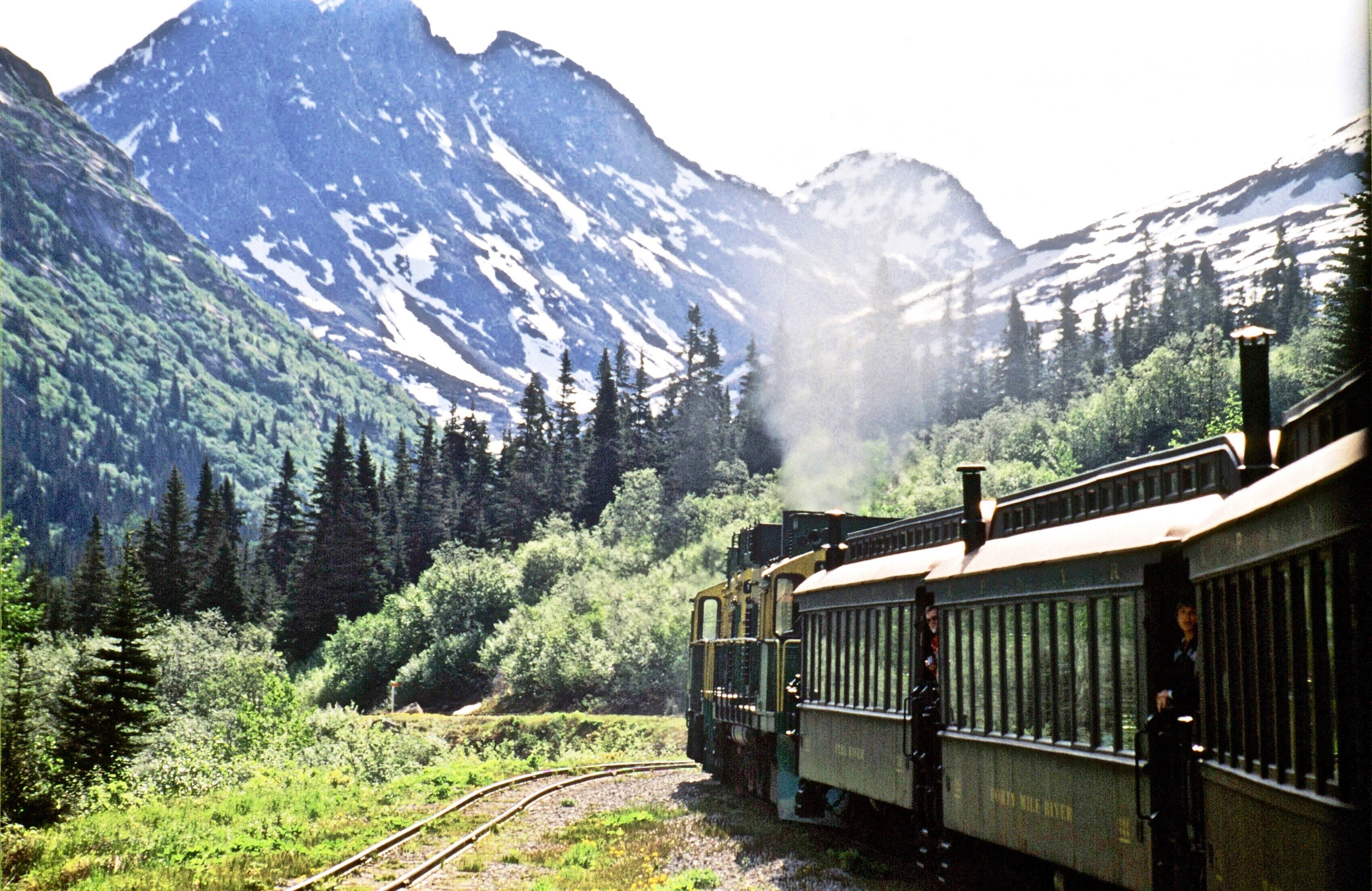
懷特山口與育空鐵路，2004年
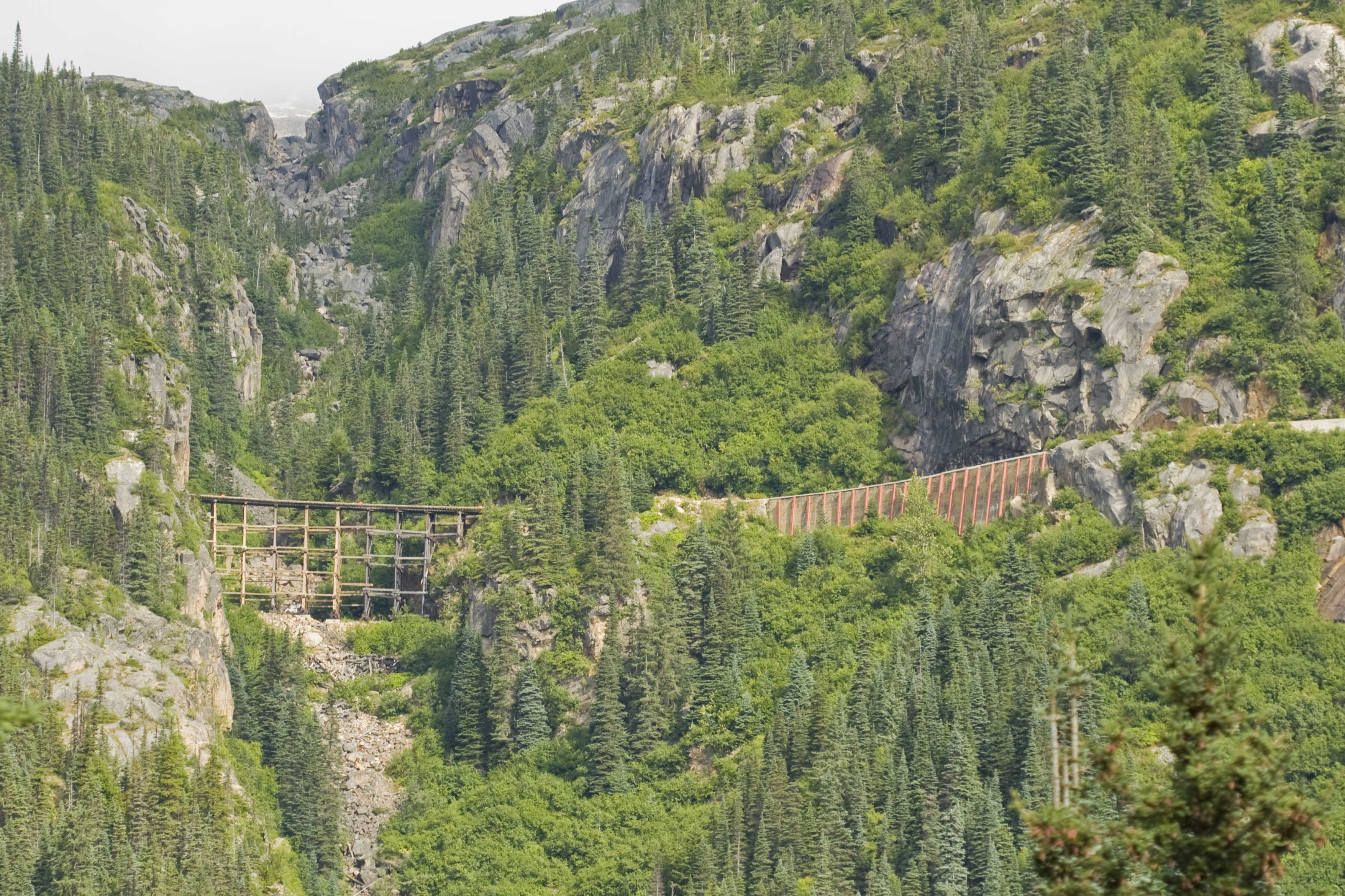
懷特山口與育空鐵路的舊木架橋。
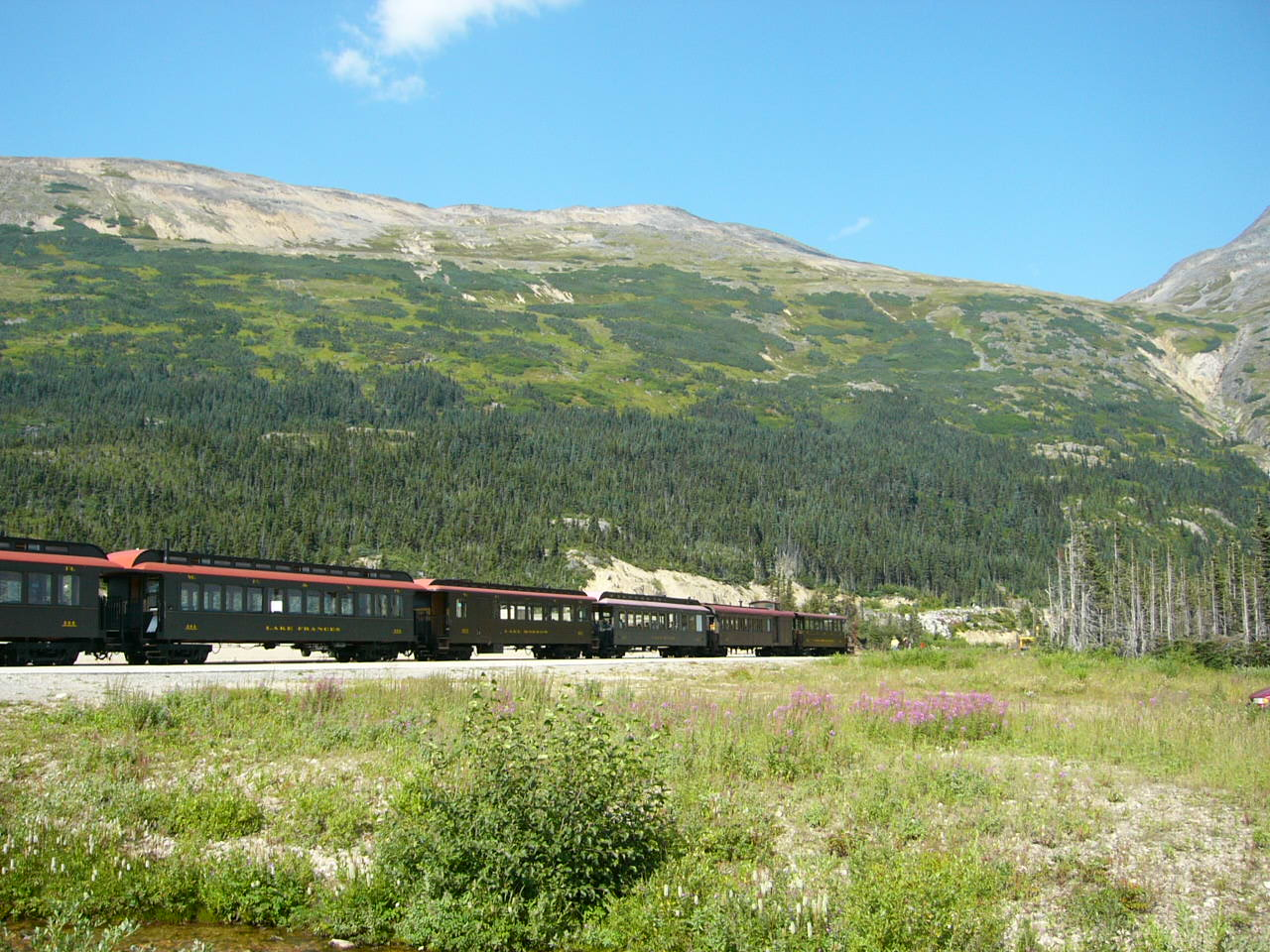
懷特山口與育空鐵路的客車，攝於弗雷澤。
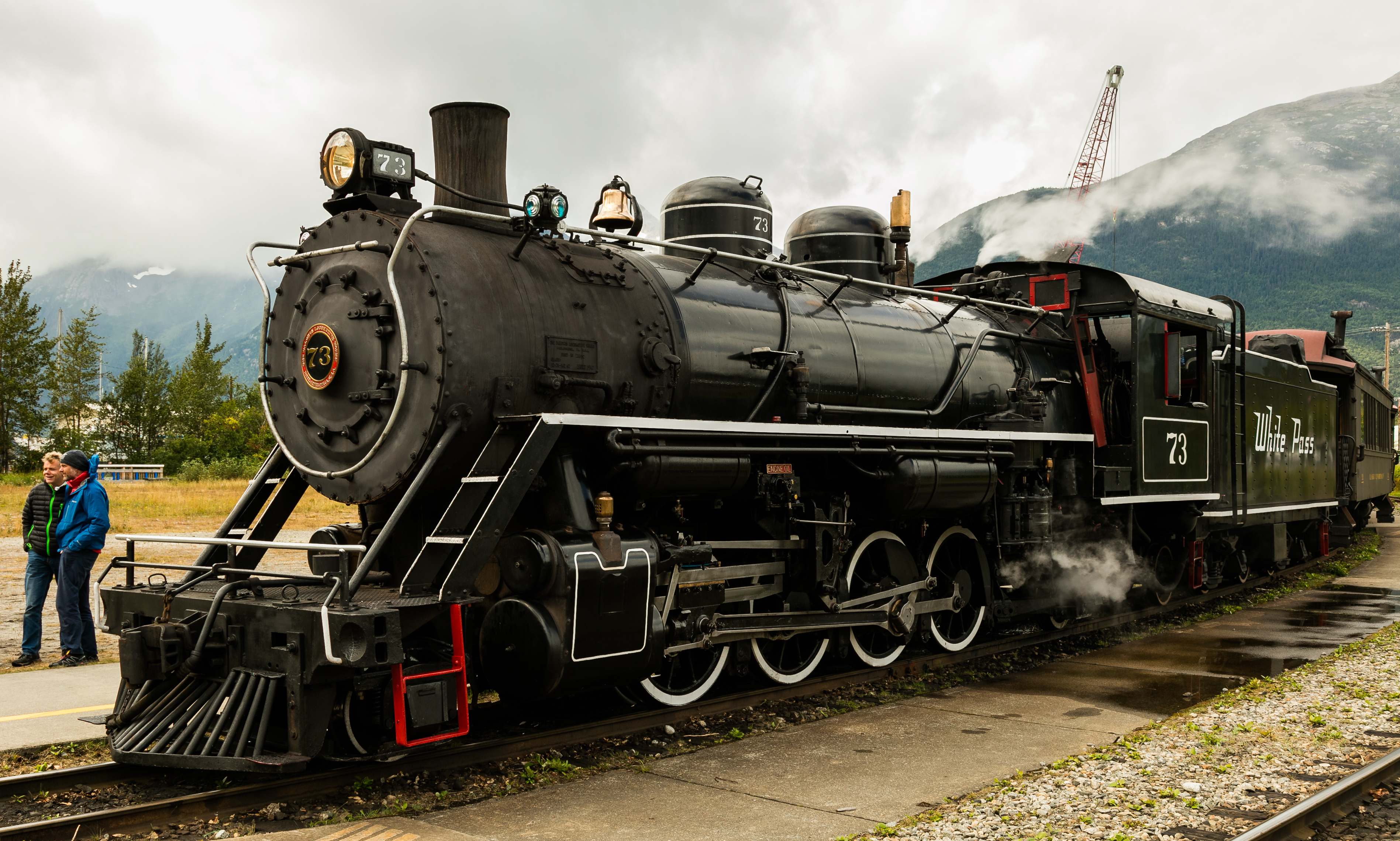
懷特山口與育空鐵路73號蒸汽機車。
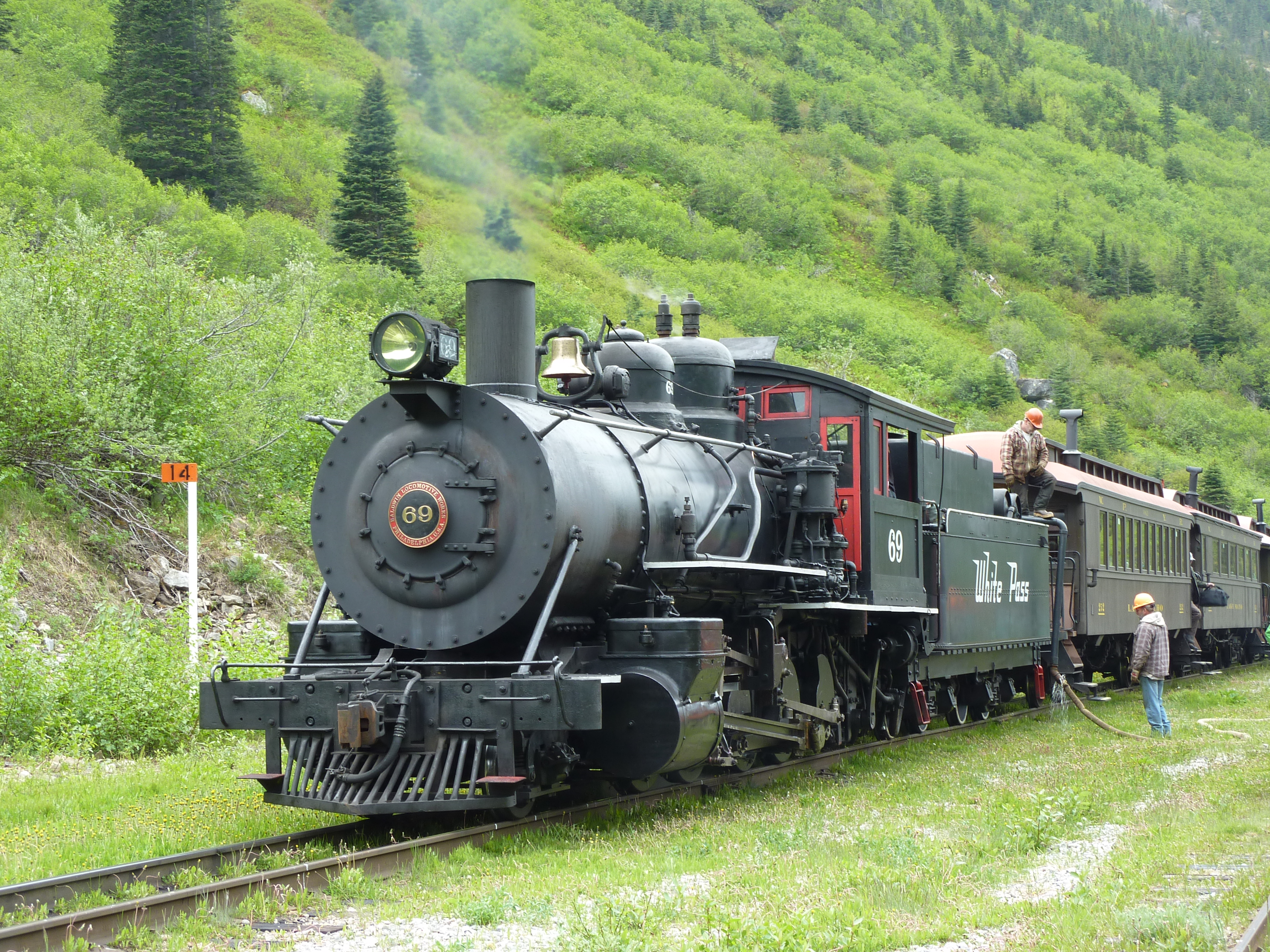
懷特山口與育空鐵路69號蒸汽機車加水中，2011年於冰河站（Glacier Station）。
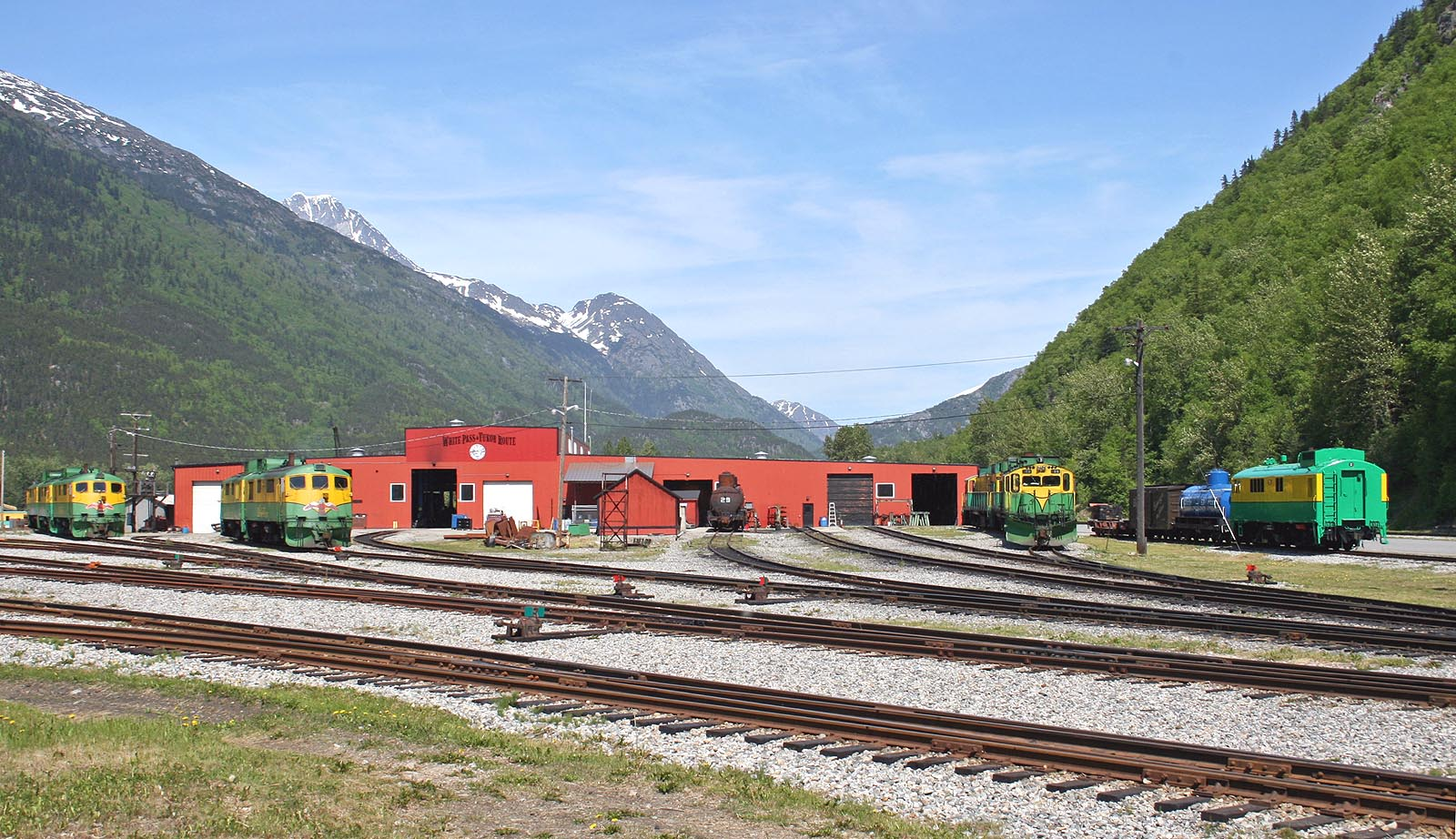
懷特山口與育空鐵路在阿拉斯加史凯威的機廠。
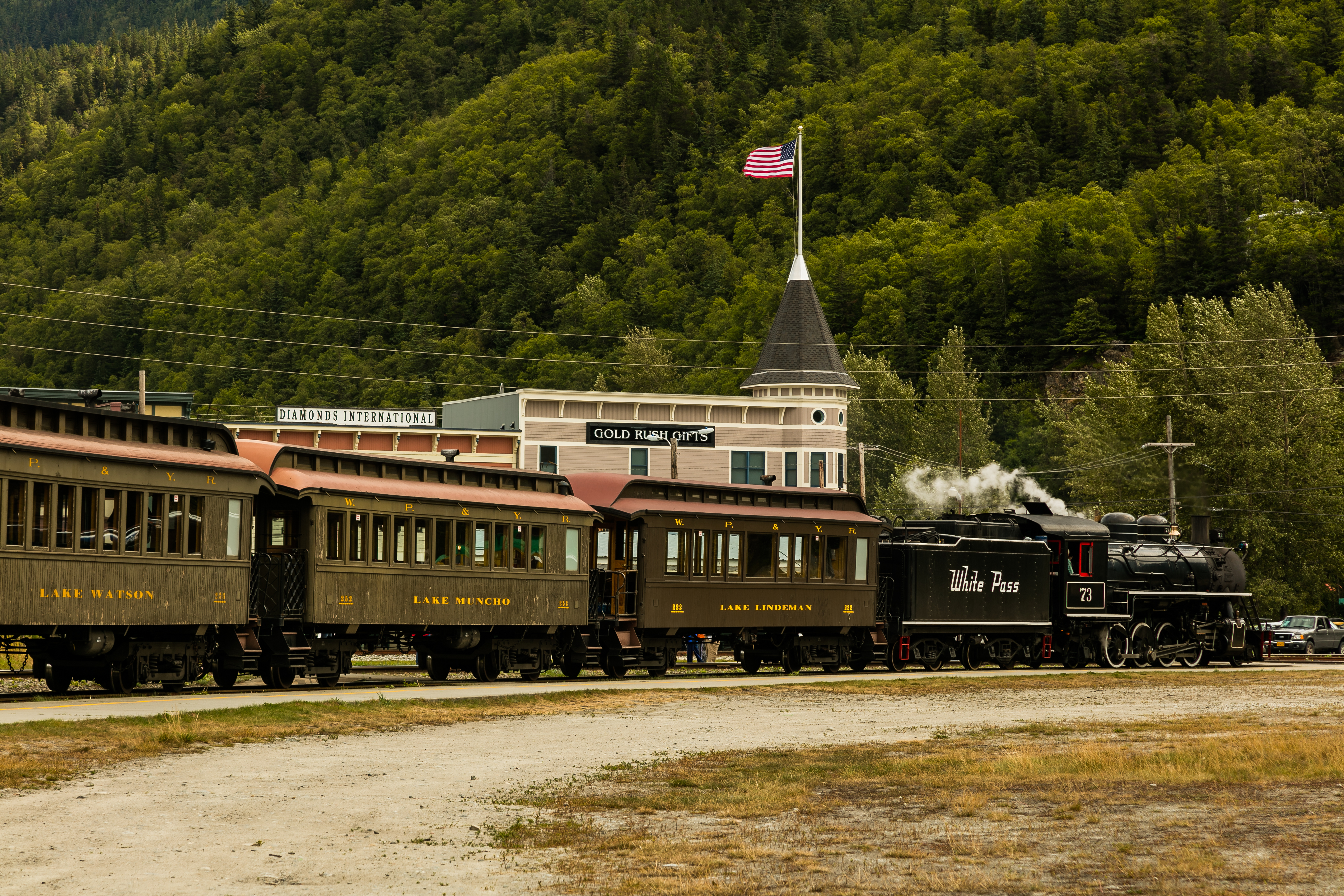
史凯威站。
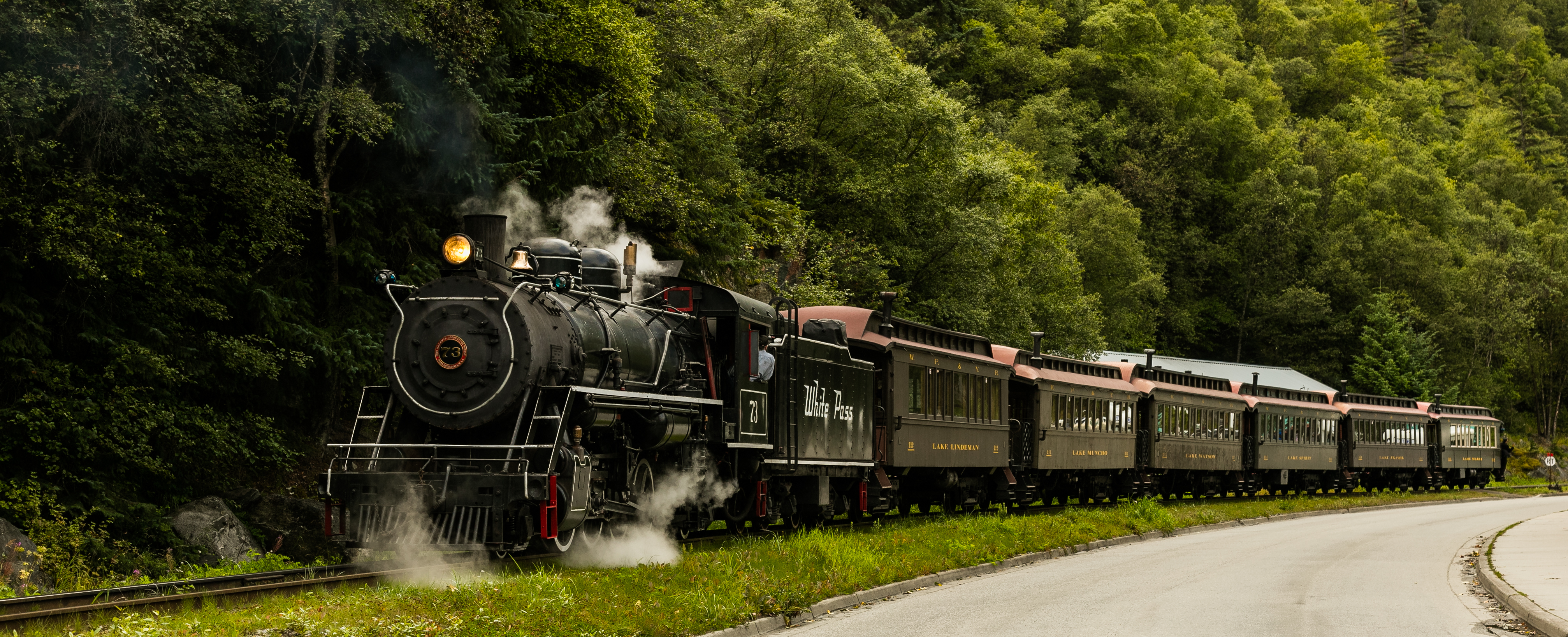
列車抵达史凯威。
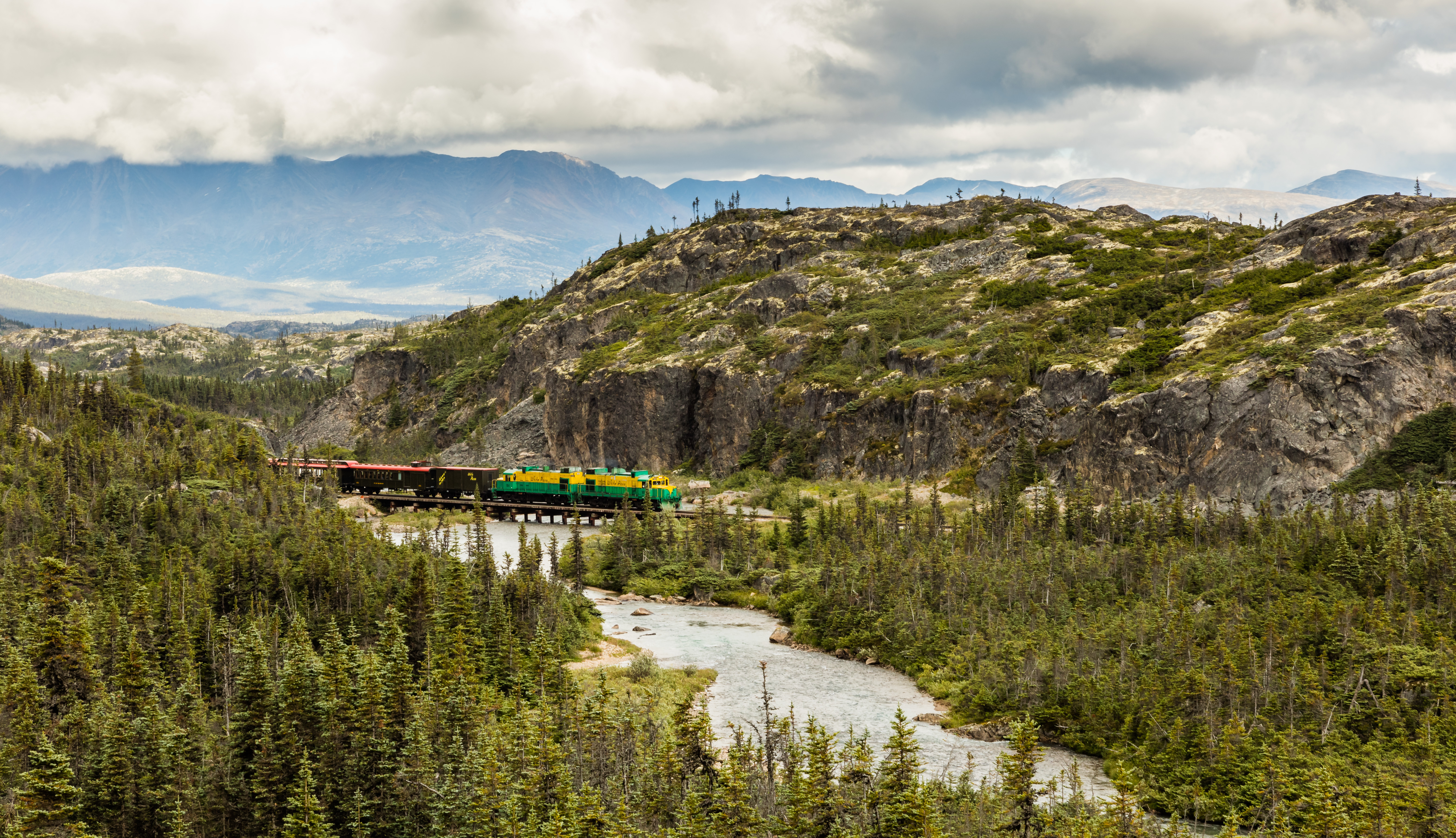
穿越卑诗省伯纳德湖的铁路。
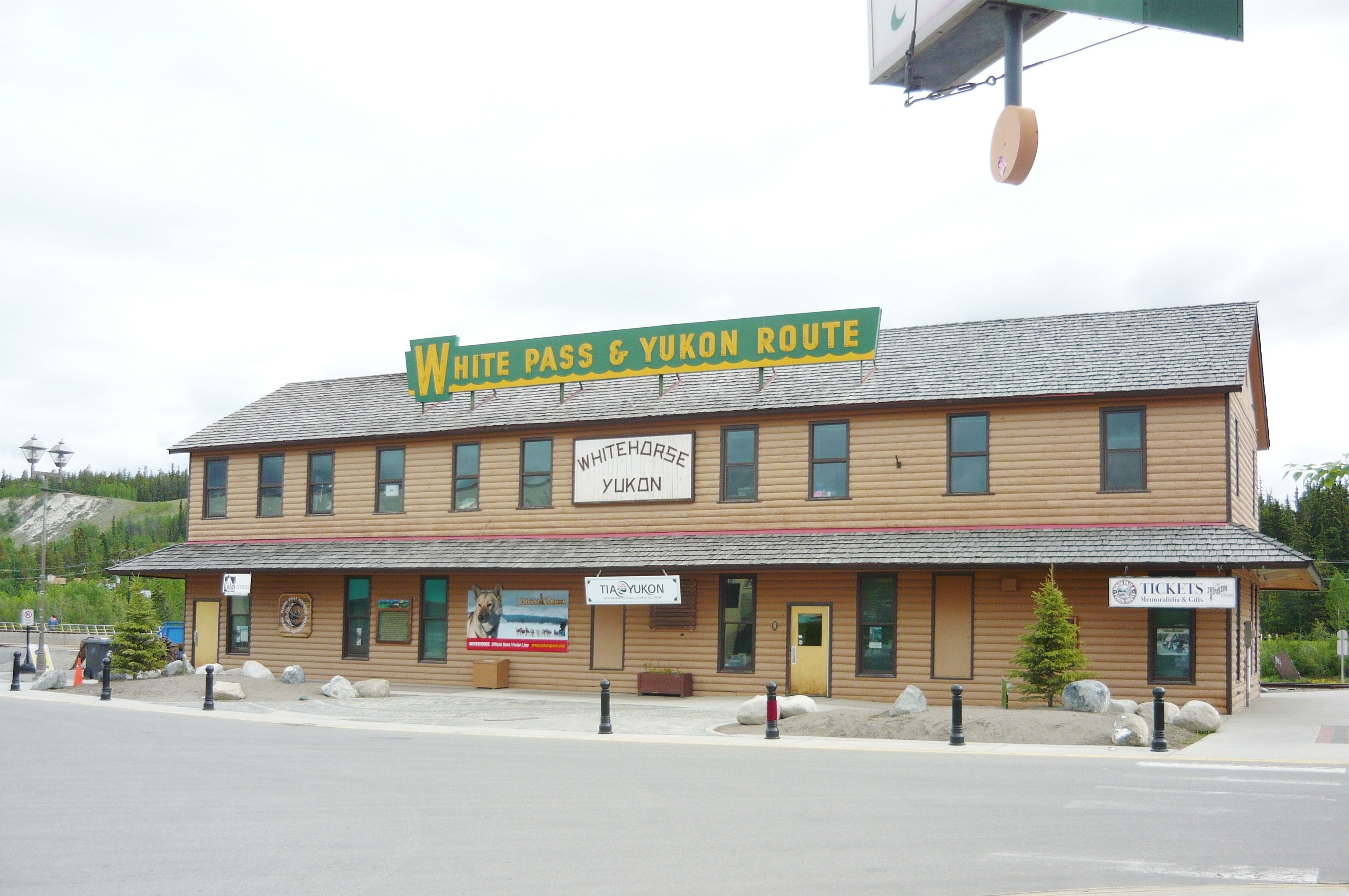
白馬市的旧车站。